# رابط مكسور
الرابط الميت أو الوصلة المكسورة هو مُصطلح حاسوبي يُمثل رَابطًا كان عاديًا في الأصل وفشل لاحقًا، وتستمر بمرور الوقت بإنهاء الكثير من الصفحات. يمكن أن يكون السبب الجذري واحدًا من عِدة أشياء، وأحيانًا أكثر مِنها: ربما تمت إعادة تسمية المحتوى أو نقله أو حذفه، أو إختفاء موقع بأكمله عبر الويب، أو قد يتطور المحتوى والتصميم والبنية التحتية لملايين المواقع باستمرار، وعلى الرغم من أن الأخير جَيِّد للمستخدمين ونظام الويب بشكلٍ عام، إلَّا أنَّهُ قد يكون سيئًا بالنسبة للمُحتويات الموجودة في الروابط (مُحدِّات مواقع الموارد الموحدة).
عادةً ما يقوم خادم استضافة موقع الويب بإنشاء صفحة ويب تحمل رسالة (بالإنجليزية: 404 Not Found)‏ عندما يحاول المستخدميّن اتباع رابط معطل؛ ومن ثم يعد الخطأ 404 أحد أكثر الأخطاء التي يمكن التعرف عليها على شبكة الويب العالمية.

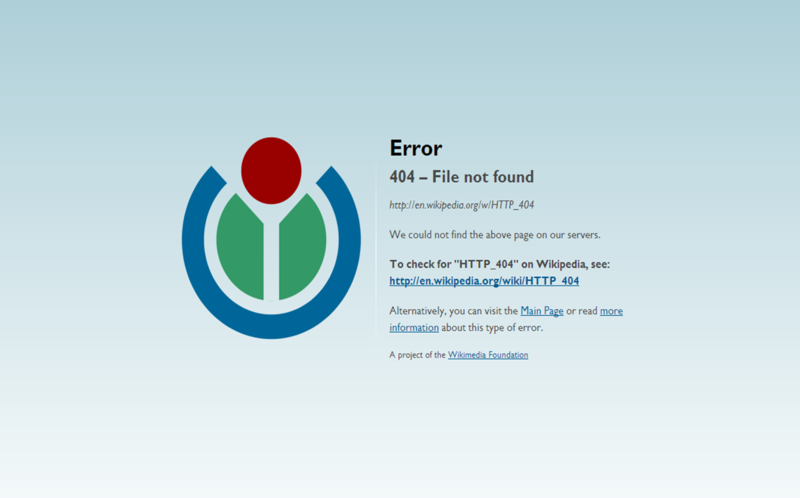
رسالة بروتوكول نقل النص الفائق 404 على أحد مشاريع ويكيميديا يَدّل على أنَّ الوصلة مكسورة

## انتشار
أظهرت دراسة أُجريت عام 2004 أن مجموعات فرعية من روابط الويب (مثل تلك التي تُمثل أنواعًا معينة من المَلفات أو تلك التي تستضيفها مؤسسة أكاديمية) يمكن أن يكون لها فترات عمر افتراضي نصفي، وتكون مختلفة بشكل كبير.
اقترحت دراسة أجريت عام 2002 أن تعفن الروابط داخل المكتبات الرقمية أبطأ بكثير مما هو موجود على الويب، ووجدت أن حوالي 3٪ من المصادر لم يعد الوصول إليها متاحًا بعد عام واحد (أي ما يعادل نصف عمر يبلغ 23 عامًا تقريبًا).
وَجدت دراسة أُجريت عام 2003 أنهُ على الويب، هناك رابط واحد من كل 200 يتعرض للكسر كُل أسبوع، مما يشير إلى عمر افتراضي يبلغ 138 أسبوعًا. تم تأكيد هذا المعدل إلى حد كبير من خلال دراسة أجريت بين عاميّ 2016-2017 للروابط الذي أكَّدَ أن نصف عمر روابط الويب هو عامين.

## حلول
هُنالك حل لمنع انكسار الروابط، يُطلق عليه «أرشفة الويب». وهو إنشاء أرشيفات ويب دائمة (بدلاً من صفحات الويب التي يمكن أن تتغير أو تنخفض) ومِن ثُمَّ الاقتباس من هذهِ الصفحات المُؤرشفة.